# پارک دیتس
پارک الیوت دیتس (انگلیسی: Park Elliot Dietz؛ زادهٔ ۱۳ اوت ۱۹۴۸) روان‌پزشک جنایی آمریکایی است. وی از سال ۱۹۷۸ میلادی تاکنون مشغول فعالیت بوده است. دیتس در بسیاری از پرونده‌های جنایی مشهور ایالات متحده، از جمله پروندهٔ جفری دامر، تد کزینسکی، بتی برودریک، جرد لی لونر، جول ریفکین، آرتور شاوکراس، ریچارد کوکلینسکی و ویلیام بونین به عنوان شاهد یا مشاور حضور یافته است.